# مشروع بروتا
مشروع بروتا أو مشروع ترجمة الأدب العربي إلى الإنجليزية (بالإنجليزية: Project of Translation from Arabic)‏ ويُعرف اختصارًا باسمِ مشروع بروتا (بالإنجليزية: PROTA)‏ نسبةً للحروف الأولى من كلمات اسم المشروع باللّغة الإنجليزية هو مشروع أكاديمي بدأته الدكتورة سلمى الخضراء الجيوسي عام 1980 لترجمة ونشر أعمال الأدب العربي إلى اللغة الإنجليزية. الهدف المعلن لمشروع بروتا هو «نشر الثقافة والأدب العربي في الخارج». نشأ المشروع في أواخر السبعينيات عندما دعت ار نشر جامعة كولومبيا الجيوسي لإعداد مختارات كبيرة من الأدب العربي الحديث. جاء بتمويل من وزارة الإعلام والثقافة العراقية. خرجت مجموعتان رئيسيتان من هذا المسعى المبكر: الشعر العربي الحديث (1987) وأدب الجزيرة العربية الحديثة (1988).
نشرَ مشروع بروتا أكثر من 30 عنوانًا منذ إنشائه. من بين المنشورات مختارات من الخيال والشعر والدراما، بالإضافة إلى كتب الشعر ذات المؤلف الواحد، والقصص القصيرة، والروايات، والروايات القصيرة. نشر مشروع بروتا في عقده الأول أعمالاً لكتاب عرب رائدين مثل نزار قباني وغسان كنفاني وإميل حبيبي وسحر خليفة وإبراهيم نصر الله وحنا مينة وزيد مطيع دماج. في عام 1992، انضمَّ مشروع بروتا إلى مبادرة الجيوسي الأخرى، وهي مبادرة الربط بين الشرق والغرب. نما المشروع منذ ذلك الحين بفضلِ جهد العديد من الأكاديميين حتى تكوَّنت شبكة واسعة وكبيرة من العديد من المترجمين والمستشارين. شارك اثنان من الأكاديميين من مشروع بروتا، وهما سلمى الجيوسي وروجر آلن، في الإجراءات التي سبقت منح جائزة نوبل في الأدب للكاتب المصري نجيب محفوظ. لعب عددٌ من الأكاديميين البارزين الآخرين أدوارًا رئيسية في المساهمة في نجاح المشروع، بما في ذلك نعومي شهاب ناي.

## قائمة الأعمال
هذه قائمة جزئية من الكتب التي عمل عليها مشروع بروتا:
- ليانه بدر. شرفة فوق فاكيهاني: ثلاث روايات. بروكلين: Interlink Books، 1993. ترجمه بيتر كلارك وكريستوفر تينجلي.
- حمزة بوقري. الحي المحمي: قصة الطفولة في مكة. أوستن، تكساس: مطبعة جامعة تكساس، 1991. ترجمه أوليف كيني وجيريمي ريد.
- زيد ميت دماج. الرهينة. نيويورك: Interlink Books، 1993. ترجمه ماي جيوسي وكريستوفر تينجلي.
- اميل حبيبي. الحياة السرية لسعيد المتشائم المشؤوم: فلسطيني أصبح مواطنًا في إسرائيل. نيويورك: فانتاج برس، 1982. ترجمه سلمى خضراء الجيوسي وتريفور لجاسيك.
- سلمى خضراء الجيوسي، محرر. أدب الجزيرة العربية الحديثة. أوستن، تكساس: مطبعة جامعة تكساس، 1988.
- سلمى خضراء الجيوسي، محرر. مختارات من الأدب الفلسطيني الحديث. نيويورك: مطبعة جامعة كولومبيا، 1992.
- سلمى خضراء الجيوسي، محرر. الشعر العربي الحديث مختارات. نيويورك: مطبعة جامعة كولومبيا، 1987.
- سلمى خضراء الجيوسي، محرر. مسرحيات عربية قصيرة: مختارات. Interlink Books، نيويورك، 2003.
- سلمى خضراء الجيوسي، محرر. الرواية العربية الحديثة: مختارات. مطبعة جامعة كولومبيا، نيويورك، 2005.[28](ردمك 978-0-231-13255-8)
- سلمى خضراء الجيوسي، محرر. تراث إسبانيا الإسلامية. إي جيه بريل، ليدن، 1992.
- سلمى خضراء الجيوسي، محرر. حقوق الإنسان في الفكر العربي: قارئ. آي بي توريس، لندن ونيويورك، 2008.
- سلمى خضراء الجيوسي، محرر. حكايات جحا: فكاهة عربية كلاسيكية. 2006. ترجمه ماثيو سورنسون وفيصل خضراء وكريستوفر تينجلي.
- سلمى خضراء الجيوسي وروجر ألن محرران. الدراما العربية الحديثة: مختارات. مطبعة جامعة إنديانا، بلومنجتون، 1995.
- سلمى خضراء الجيوسي، منصور الحازمي، عزت خطاب، محرران. ما وراء الكثبان الرملية: مختارات من الأدب السعودي الحديث. آي بي توريس، 2006.
- سلمى خضراء الجيوسي وظفر إسحاق الأنصاري، محرران. قدس بلدي: مقالات وذكريات وقصائد. كتب انترلينك، 2004.
- غسان كنفاني. كل ما تبقى لك: رواية وقصص أخرى. أوستن، تكساس: مركز دراسات الشرق الأوسط، جامعة تكساس في أوستن، 1990. ترجمه ماي جيوسي وجيريمي ريد.
- سحر خليفة. الأشواك البرية. لندن: كتب الساقي، 1986. ترجمه تريفور ليجاسيك وإليزابيث فيرني.
- محمد مغيت. محبي السيوف. واشنطن العاصمة: مطبعة القارات الثلاث، 1991. ترجمه مي الجيوسي ونعومي شهاب ناي.
- حنا مينا. شظايا من الذاكرة: قصة عائلة سورية. أوستن، تكساس: مطبعة جامعة تكساس، 1993. ترجمه أوليف كيني ولورن كيني.
- خلدون حسن النقيب. المجتمع والدولة في الخليج وشبه الجزيرة العربية: منظور مختلف. روتليدج، 1990. ترجمه لورن كيني وإبراهيم الحياني.
- ابراهيم نصرالله. مروج الحمى. نيويورك: Interlink Books، 1993. ترجمه ماي جيوسي وجيريمي ريد.
- جمال سليم نويهد، راوي. ابنة أبو جميل وقصص أخرى: حكايات شعبية عربية من فلسطين ولبنان. ترجمه كريستوفر تينجلي. كتب انترلينك، 2002.
- نزار قباني. في دخول البحر: شهواني ونزار قباني. كتب انترلينك، 1996. ترجمه لينا الجيوسي وشريف الموسى.
- محمد يوسف قويد. حرب في ارض مصر. لندن: كتب الساقي، 1986. ترجمه أوليف كيني ولورن كيني وكريستوفر تينجلي.
- أبو القاسم الشعبي. مذكريات. ترجمت كأغاني الحياة. تونس: الشركة الوطنية للنشر والتوزي، 1977. ترجمه لينا الجيوسي ونعومي شهاب ناي.
- توماس إل طومسون، محرر. القدس في التاريخ القديم والتقليد. T & T Clark International، لندن ونيويورك، 2003.
- فدوى طوقان. رحلة جبلية: سيرة ذاتية للشاعر. 1990. ترجمه أوليف كيني.
- مغامرات سيف بن ذي يزن: ملحمة فلكلورية عربية. مطبعة جامعة إنديانا، 1996. ترجمته الجيوسي.